# Feistritz bei Knittelfeld
Feistritz bei Knittelfeld is een plaats en voormalige gemeente in de Oostenrijkse deelstaat Stiermarken.
Feistritz bei Knittelfeld telt 704 inwoners.

## Geschiedenis
Feistritz bei Knittelfeld maakte deel uit van het district Knittelfeld tot dit op 1 januari fuseerde met het district Judenburg tot het huidige district Murtal. Op diezelfde dag fuseerde de gemeente met Sankt Marein bei Knittelfeld tot de gemeente Sankt Marein-Feistritz.